# Giuseppe Alaimo
Giuseppe Alaimo (Canicattì, 8 ottobre 1924 – Canicattì, 4 dicembre 1993) è stato un giornalista e scrittore italiano.

## Biografia
Si è dedicato alla storia e al folklore canicattinese, scrivendo diversi libri: La mia Canicattì, Canicattì nel folklore e nelle tradizioni, Canicattì ieri, oggi, domani, Canicattì com'era, Canicattì ai raggi X, Piccole storie di una città: Canicattì.
Si è interessato di mistero e di parapsicologia scrivendo varie opere come "L'enigma di Atlantide"; 
"Alla frontiera dell'impossibile", "Streghe, Demoni e Inquisitori", "Caccia alle streghe"; ha pubblicato anche un saggio su "Erotismo, Sessualità e Pornografia" e sotto lo pseudonimo di Angela T. il romanzo "Diario intimo di una sedicenne".
Ha collaborato con i giornali siciliani: L'Ora di Palermo e La Sicilia. Ha fondato i periodici: La Torre, 3° Liceo, Mondo Musica, La Torre di Babele, Fantasy La Torre. Ha organizzato per diversi anni il Premio Internazionale di Poesia La Torre.
Nel 1976 ha ricevuto la Penna d'oro per il Giornalismo.